# HD79439
HD79439 — хімічно пекулярна зоря спектрального класу A6, що має видиму зоряну величину в смузі V приблизно  4,8.
Вона  розташована на відстані близько 118,4 світлових років від Сонця.

## Фізичні характеристики
Зоря HD79439 обертається 
дуже швидко 
навколо своєї осі. Проєкція її екваторіальної швидкості на промінь зору становить  Vsin(i)=159км/сек.